# Anton II. (Lothringen)

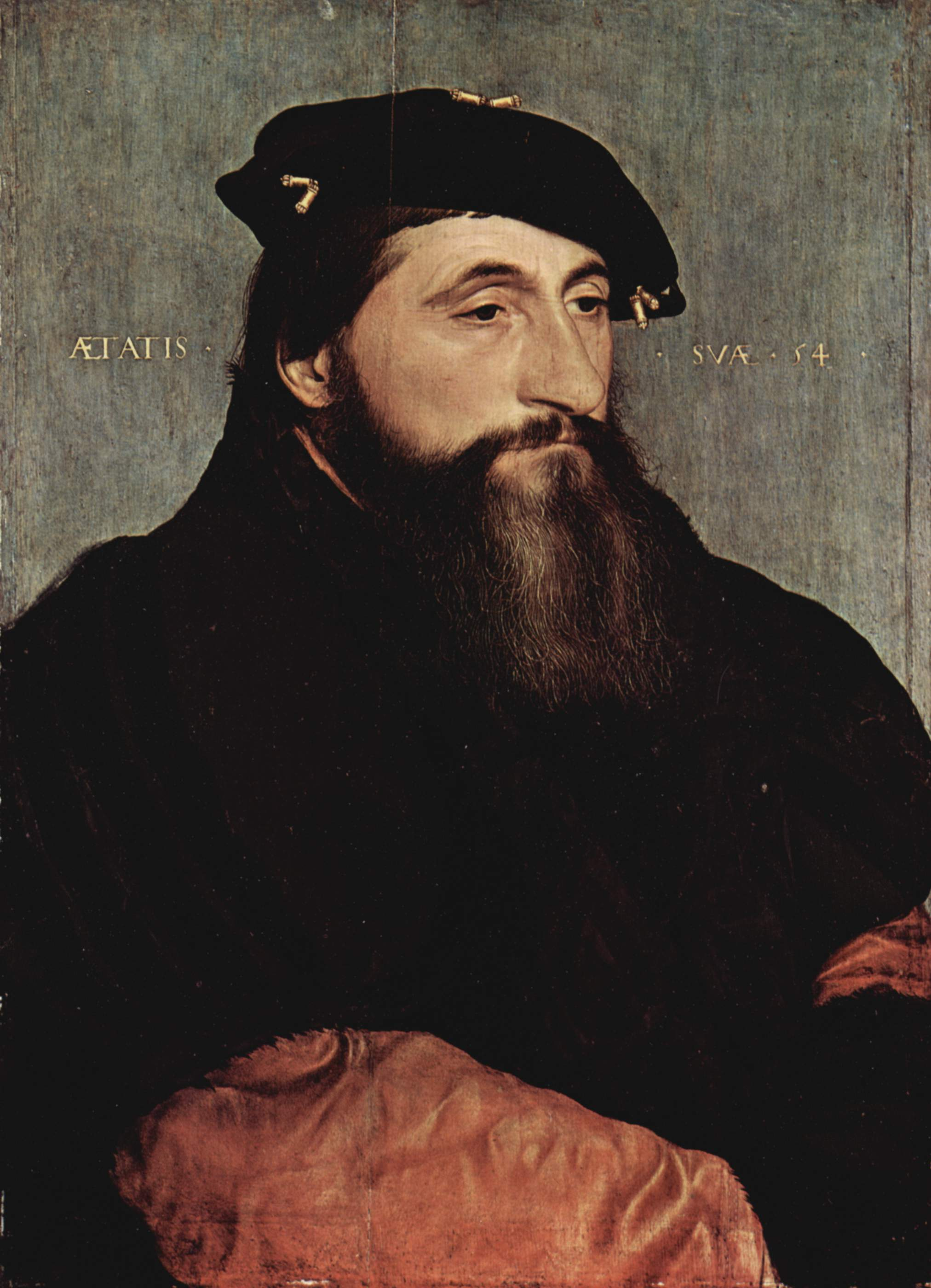
Porträt Antons II. von Lothringen von Hans Holbein d. J., 1543, Gemäldegalerie Berlin

Anton II. von Lothringen, auch Anton der Gute genannt (französisch Antoine II le Bon; * 4. Juni 1489 in Bar-le-Duc, Herzogtum Lothringen; † 14. Juni 1544 ebenda), war Herzog von Lothringen aus dem Haus Vaudémont. Er folgte seinem Vater René II. 1509 auf dem lothringischen Thron und regierte bis zu seinem Tod 1544.
Anton war ein Gegner der lutherischen Bewegung. Im Bauernkrieg schlug er 1525 die aufständischen elsässischen Bauern bei Zabern. Anfänglich unter französischem Einfluss, näherte er sich nach 1530 der Reichspolitik Karls V. an. Dieser räumte ihm 1542 im Vertrag von Nürnberg große Selbständigkeit ein, welche die Loslösung Lothringens vom Reich einleitete.
Er starb auf der Rückreise von einem vergeblichen Versuch der Friedensvermittlung zwischen Kaiser Karl V. und dem französischen König Franz I.

## Leben
Anton kam am 4. Juni 1489 in Bar-le-Duc, als erster Sohn von Herzog René II. (1451–1508) und dessen zweiter Gemahlin Philippa von Geldern (1464–1547), Tochter Adolfs von Egmond des Herzogs von Geldern, zur Welt. Er war das erste Kind von fünf Geschwistern, die das Erwachsenenalter erreichten (insgesamt waren es 12 Geburten).
Vor seiner Volljährigkeit verbrachte er sieben Jahre am Hof von König Ludwig XII., wo er gemeinsam mit seinem Bruder Claude (1496–1550) erzogen wurde. Anton freundete sich in dieser Zeit mit dem Herzog von Angoulême, dem späteren König Franz I., an.
Nach dem sein Vater bei einer Jagd erkrankte und im Dezember 1508 verstarb, folgte ihm Anton am 13. Februar 1509 als Herzog von Lothringen nach. Das gemeinsame Erbe ihres Vaters wurde zwischen beiden Brüdern aufgeteilt, wobei Anton die Herzogtümer Lothringen und Bar erhielt, während Claude die gesamten französischen Besitzungen um die Grafschaft von Guise, das 1528 zum Herzogtum erhoben wurde, zugesprochen bekam.
Noch im Jahr seines Regierungsantritts folgte Anton, Ludwig XII. auf seinem Feldzug in Norditalien, und nahm an der Schlacht von Agnadello teil. Nach Ludwigs Tod kehrte er nach Italien zurück und nahm unter Franz I. an der Schlacht bei Marignano (13.–14. September 1515) teil. Mit dem Beginn des Bauernkriegs war er jedoch durch die Unruhen gezwungen, nach Hause zurückzukehren, somit konnte er bei der entscheidenden Schlacht bei Pavia (1525) nicht mehr teilnehmen.

## Bauernkrieg
In Lothringen angekommen musste sich Anton mit der Ausbreitung des Protestantismus auseinandersetzen. Im Elsass brach ein Aufstand aus, die aufständischen Bauern eroberten Zabern und versuchten auch Saint-Dié zu erobern, während im Mai 1525 auch die Bauern von Bitscherland rebellierten. Anton stellte ein Heer zusammen, mit dem er am 16. Mai 1525 die Bauernarmee bei Zabern und am 20. Mai eine weitere bei Sélestat vernichtend schlug. Die Reformation konnte nun durch Antons Sieg weitgehend in den lothringischen Gebiete verhindert werden.

## Außenpolitik als Herzog
Anton bemühte sich im Konflikt zwischen Frankreich und dem Heiligen Römischen Reich ein Gleichgewichtig der neutralen Haltung zwischen beiden Parteien zu bewahren. Somit schickte er seinen Sohn Franz an den französischen Hof und versuchte 1527, ihn mit Anna von Kleve zu verheiraten. Um seine Beziehungen zum deutschen Adel zu verbessern, schickte Anton hunderte seiner Soldaten in den Kampf gegen die Osmanen bei der Belagerung von Wien im Jahr 1529. Als deutscher Reichsfürst entsandte Anton 1532 juristische Gesandte an den Reichstag, um vergeblich die Klärung des rechtlichen Status des Herzogtums Lothringen innerhalb des Heiligen Römischen Reiches zu klären, erst mit dem Vertrag von Nürnberg (26. August 1542) erlangte Anton von Karl V. für das Herzogtum große Selbständigkeit, welche die Loslösung Lothringens vom Reich einleitete.
Im Jahr 1538 beanspruchte Anton nach dem Tod seines Onkels Karl von Egmond, dessen Titel als Herzog von Geldern, konnte seinen Anspruch jedoch nicht durchsetzen.
Er verheiratete 1541 seinen Erben Franz mit Christina von Dänemark, der Nichte Karls V., was die Beziehung zwischen Lothringen und dem Kaiser nachhaltig verbesserte.

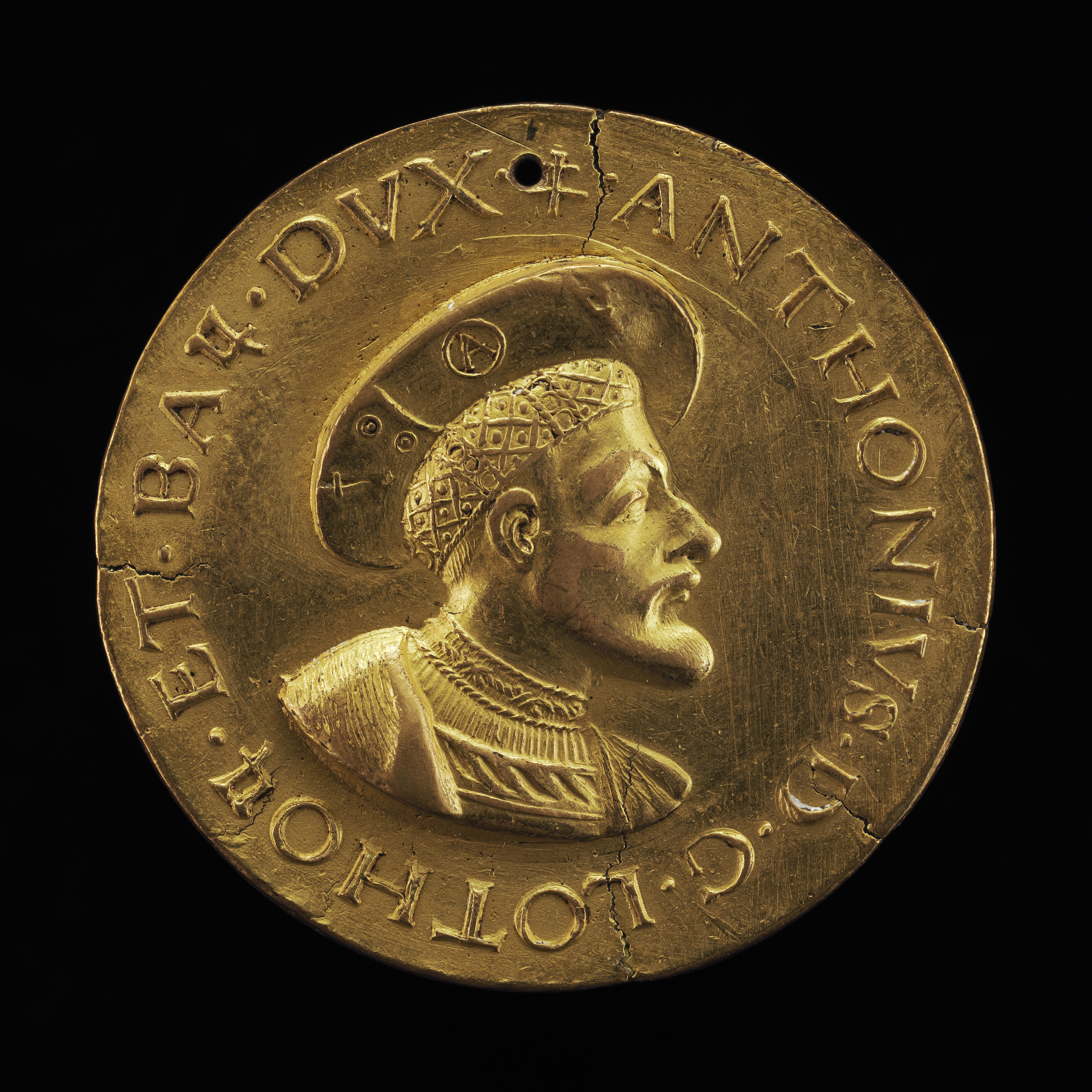
Münze aus dem 16ten Jahrhundert die Anton als Herzog von Lothringen und Bar abbildet

Zu Beginn des Krieges zwischen dem französischen König Franz und Kaiser Karl im Jahr 1542 trat er als Friedensgesandter ein.

## Beiname
Seinen Beinamen, „der Gute“, den er schon zu Lebzeiten trug, verdankt er insbesondere seinen erfolgreichen Bemühungen um den äußeren und inneren Frieden seines Landes zu bewahren. Er hielt auf ein gutes Verhältnis zu seinen Ständen, zeigte sich leutselig und als Förderer der Künste und Wissenschaften und bemühte sich um eine bessere Ordnung der Rechtspflege und der Finanzverwaltung.

## Ehe und Nachkommen
Verheiratet war Anton mit Renée de Bourbon-Montpensier (1494–1539), Tochter von Gilbert de Bourbon-Montpensier. Sie brachte als Mitgift die Herrschaft Mercœur in die Ehe. Aus dieser Ehe gingen drei Kinder hervor:
- Franz (* 1517; † 1545), ⚭ 1541 Christina von Dänemark
- Anne (* 1522; † 1568), ⚭ I Renatus von Nassau, Fürst von Orange; ⚭ II Philippe II. de Croÿ, Herzog von Aarschot
- Nicolas (* 1524; † 1577), Bischof von Metz und Verdun, ab 1569 Herzog von Mercœur

⚭ 1) 1549 Marguerite d’Egmont, Tochter von Graf Johann III. von Egmont
⚭ 2) 1555 Jeanne de Savoie-Nemours, Tochter Philippes de Savoie-Nemours, Herzog von Nemours
⚭ 3) 1569 Catherine de Lorraine, Tochter von Claude de Lorraine, Herzog von Aumale